# Turn Back
Turn Back är det tredje studioalbumet av den amerikanska rockgruppen Toto. Det gavs ut i januari 1981.

## Låtlista
Samtliga låtar skrivna av David Paich, om inte annat anges.
| 1. | Gift with a Golden Gun (Paich, Kimball)               | Kimball  | 4:00 |
| 2. | English Eyes (Paich, Kimball, J. Porcaro, S. Porcaro) | Kimball  | 6:11 |
| 3. | Live for Today (Lukather)                             | Lukather | 4:00 |
| 4. | A Million Miles Away                                  | Kimball  | 4:26 |

| 5.           | Goodbye Elenore                   | Kimball, Lukather | 4:52  |
| 6.           | I Think I Could Stand You Forever | Lukather          | 5:25  |
| 7.           | Turn Back (Kimball, Lukather)     | Kimball           | 3:58  |
| 8.           | If It's the Last Night            | Lukather          | 4:28  |
| Total längd: | Total längd:                      | Total längd:      | 41:23 |

## Listplaceringar
| Land    | Topplacering | Ref   |
| ------- | ------------ | ----- |
| Norge   | 4            | [ 1 ] |
| Sverige | 16           | [ 1 ] |
| USA     | 41           | [ 2 ] |

## Medverkande
- David Hungate – bas, akustisk gitarr på "If It's the Last Night"
- Bobby Kimball – sång
- Steve Lukather – gitarr, sång
- David Paich – keyboard, kör
- Jeff Porcaro – trummor, slagverk
- Steve Porcaro – keyboard, kör

### Övriga medverkande
- Joe Porcaro – slagverk på "If It's the Last Night"